# 徳山民俗資料収蔵庫
徳山民俗資料収蔵庫（とくやまみんぞくしりょうしゅうぞうこ）は、岐阜県揖斐郡揖斐川町にある民俗資料収蔵展示施設。徳山ダム建設のため全村離村した旧徳山村に伝わった「徳山の山村生産用具」5,890点（国の重要有形民俗文化財）を収蔵展示する。この収蔵数は山村生活用具としては国内最大である。
「徳山の山村生産用具」を良好な状態で保管し、展示も可能にする目的で整備され道の駅星のふる里ふじはしに隣接して2003年（平成15年）12月6日に開館した。
徳山の山村生産用具は当初、1987年（昭和62年）3月11日に開館した徳山文化財保存施設に保管されていた。この施設は旧・藤橋村立横山小中学校体育館を改修した建物であった。

## 徳山の山村生産用具
以下は、国の重要有形民俗文化財「徳山の山村生産用具」の内訳である。
- 山樵用具 924点
- 木地屋用具・製品 201点
- へぎ板打ち・かやぶき用具 65点
- 紙すき用具・製品 308点
- 鍛冶屋・大工用具 108点
- 農具 1,138点
- 養蚕用具 460点
- 紡織用具 422点
- 手仕事用具・製品 1,005点
- 狩猟用具 62点
- 漁撈用具 74点
- 自然物採取用具 91点
- 運搬用具 403点
- 衣生活・食生活用具 578点
- 出作生活用具 21点
- 計量用具 26点
- 信仰・儀礼用具 4点

## 概要
開館日
- 月・火・水・金・土・日・祝祭日（木曜日閉館日）

※申し込みにより開館日以外の見学が可能。
開館時間
- 4〜10月　10:00〜17:00（入館は16:30まで）
- 11〜3月　10:00〜16:00（入館は15:30まで）

利用料
- 大人（高校生以上）　110円（団体・20名以上100円）
- 小人（小・中学生）　50円（団体・20名以上円）

## アクセス
- JR大垣駅から養老鉄道に乗車し｢揖斐駅｣下車。揖斐川町コミュニティバス揖斐川北部線に乗車し「道の駅ふじはし」下車。